# Verbandsgemeinde Maikammer
Die Verbandsgemeinde Maikammer ist eine Gebietskörperschaft im Landkreis Südliche Weinstraße in Rheinland-Pfalz. Der Verbandsgemeinde gehören die drei eigenständigen Ortsgemeinden Kirrweiler, Maikammer und Sankt Martin an.

## Verbandsangehörige Gemeinden
| Ortsgemeinde               | Fläche (km²) | Einwohner |
| -------------------------- | ------------ | --------- |
| Kirrweiler                 | 14,85        | 2.005     |
| Maikammer                  | 13,68        | 4.469     |
| Sankt Martin               | 11,20        | 1.676     |
| Verbandsgemeinde Maikammer | 39,73        | 8.150     |

(Einwohner am 31. Dezember 2023)

## Geschichte
Die Verbandsgemeinde Maikammer wurde im Rahmen der in den 1960er Jahren begonnenen rheinland-pfälzischen Funktional- und Gebietsreform auf der Grundlage des „Dreizehnten Landesgesetzes über die Verwaltungsvereinfachung im Lande Rheinland-Pfalz“ vom 1. März 1972, in Kraft getreten am 22. April 1972, neu gebildet.
Die Landesregierung erließ am 28. September 2010 das „Erste Gesetz zur Kommunal- und Verwaltungsreform“ um die Leistungsfähigkeit, Wettbewerbsfähigkeit und Verwaltungskraft der kommunalen Strukturen zu verbessern. In dem Gesetz wurde u. a. festgelegt, dass Verbandsgemeinden mindestens 12.000 Einwohner (Hauptwohnung am 30. Juni 2009) umfassen sollen. In der Verbandsgemeinde Maikammer waren am Stichtag 7.966 Einwohner gemeldet. Innerhalb der befristeten sogenannten Freiwilligkeitsphase (bis zum 30. Juni 2012) kam ein freiwilliger Zusammenschluss der Verbandsgemeinde Maikammer mit einer benachbarten Gebietskörperschaft nicht zustande.
Per Landesgesetz wurde am 20. Dezember 2013 verfügt, dass die Verbandsgemeinde Maikammer am 1. Juli 2014 in die Verbandsgemeinde Edenkoben eingegliedert wurde. Die Verbandsgemeinde Maikammer reichte daraufhin beim rheinland-pfälzischen Verfassungsgerichtshof eine Normenkontrollklage ein. Mit Urteil vom 8. Juni 2015 wurde das Gesetz vom 20. Dezember 2013 für verfassungswidrig und daher für nichtig erklärt, sodass die Verbandsgemeinde Maikammer in ihrer ursprünglichen Form wiederhergestellt wurde. Die rechtswidrige Zwangsfusion kostet den Steuerzahler 300.000 Euro.

## Bevölkerungsentwicklung
Die Entwicklung der Einwohnerzahl bezogen auf das heutige Gebiet der Verbandsgemeinde Maikammer; die Werte von 1871 bis 1987 beruhen auf Volkszählungen:
| Jahr | Einwohner |
| 1815 | 5.178     |
| 1835 | 5.420     |
| 1871 | 4.946     |
| 1905 | 6.369     |
| 1939 | 6.737     |
| 1950 | 7.543     |

| Jahr | Einwohner |
| 1961 | 7.244     |
| 1970 | 7.108     |
| 1987 | 6.992     |
| 1997 | 7.949     |
| 2005 | 8.078     |
| 2023 | 8.150     |

## Politik

### Verbandsgemeinderat
Der Verbandsgemeinderat Maikammer besteht aus 24 ehrenamtlichen Ratsmitgliedern, die bei der Kommunalwahl am 9. Juni 2024 in einer personalisierten Verhältniswahl gewählt wurden, und der hauptamtlichen Bürgermeisterin als Vorsitzender.
Die Sitzverteilung im Verbandsgemeinderat:
| Wahl | SPD | CDU | Grüne | BL | FWG | BFM | Gesamt   |
| ---- | --- | --- | ----- | -- | --- | --- | -------- |
| 2024 | 4   | 10  | 2     | 4  | 3   | 1   | 24 Sitze |
| 2019 | 4   | 13  | –     | 5  | –   | 2   | 24 Sitze |
| 2016 | 4   | 13  | –     | 4  | 2   | 1   | 24 Sitze |
| 2009 | 5   | 13  | –     | 3  | 3   | –   | 24 Sitze |
| 2004 | 5   | 13  | –     | 3  | 3   | –   | 24 Sitze |

- BL = Bürgerliste e. V.
- FWG = Freie Wählergruppe der Verbandsgemeinde Maikammer e. V.
- BFM = Bürgerforum Maikammer e. V.

Im Rahmen der allgemeinen Kommunalwahl am 25. Mai 2014 wurde kein neuer Verbandsgemeinderat gewählt, da zum 1. Juli 2014 die Verbandsgemeinde aufgelöst bzw. in die Verbandsgemeinde Edenkoben integriert werden sollte. Aufgrund der Aufhebung der Zwangsfusion durch den Verfassungsgerichtshof Rheinland-Pfalz blieb der im Jahr 2009 gewählte Verbandsgemeinderat vorerst wieder im Amt. Eine Neuwahl des Verbandsgemeinderates wurde zum 31. Januar 2016 durchgeführt. 2019 folgte dann zum regulären Wahltermin ein erneuter Urnengang.

### Bürgermeister
Bürgermeisterin ist seit dem 1. Januar 2018 Gabriele Flach (CDU). Bei der Direktwahl am 24. September 2017 wurde sie mit einem Stimmenanteil von 79,8 % für acht Jahre gewählt. Flach ist Nachfolgerin von Karl Schäfer (CDU), der das Amt 34 Jahre lang innehatte.

### Wappen
Die Wappenbeschreibung lautet: „In von Silber und Blau achtfach geteiltem Schildbord in Silber ein blauer Pfahl, belegt mit einem silbernen Gemarkungszeichen in Form eines aufsteigenden Pfeils, dessen Schaft kreuzförmig endet, rechts ein blaues Kreuz, dessen Schaft oben hakenförmig linkshin umgebogen ist und links ein blaues Hufeisen mit abwärtsgekehrten Stollen.“
Das Wappen wurde 1977 von der Bezirksregierung Neustadt genehmigt und enthält Elemente der Wappen der drei Ortsgemeinden.

## Wirtschaft und Infrastruktur
Der Weinbau und die weinverarbeitenden Betriebe sind die dominierende wirtschaftliche Kraft in den verbandsangehörigen Gemeinden. Die Rebanbaufläche erstreckt sich östlich des Haardtgebirges auf einer Breite von etwa 8 km bis in die Rheinebene. Der Dienstleistungssektor ist aufgrund der fremdenverkehrlichen Entwicklung in den Gemeinden St. Martin und Maikammer besonders stark ausgeprägt. Arbeitsstätten sind hier hauptsächlich die Beherbergungs- und Gastronomiebetriebe sowie die Einrichtungen des Handels. Im produzierenden Gewerbe dominiert der Automobilzulieferer Tenneco (früher Gillet) mit etwa 1200 Beschäftigten, die teilweise auf dem Gebiet der Verbandsgemeinde liegt. Ansonsten sind überwiegend Gewerbebetriebe mit ortsgebundener Struktur bzw. agrargewerblicher und baugewerblicher Ausprägung vorhanden (z. B. Weinkellereien, Kfz-Werkstätten, Baufirmen und sonstige Handwerksbetriebe und Versorgungsbetriebe).
Die Ortsgemeinde St. Martin ist anerkannter Luftkurort und die Ortsgemeinde Maikammer anerkannter Erholungsort.